# Minimalismo judicial
El minimalismo judicial se refiere a una filosofía en el derecho constitucional de los Estados Unidos que se promueve como un punto de vista políticamente moderado como el de la jueza retirada de la Corte Suprema estadounidense Sandra Day O'Connor. A menudo se compara con otras filosofías judiciales como el activismo judicial, el originalismo judicial y el textualismo judicial. 

## El punto de vista minimalista
Los minimalistas ofrecen interpretaciones muy pequeñas y específicas de casos del Derecho Constitucional como una alternativa a lo que ven como los excesos de los extremistas en ambos lados. Creen que una Ley Constitucional estable es de interés para todos, y conceden gran importancia al concepto de precedente y de stare decisis. Argumentan que solo las interpretaciones muy pequeñas, alejadas del precedente, aplicadas estrechamente y basadas en la dirección general de la sociedad, constituyen una verdadera moderación judicial en lugar de cualquier punto de vista constructivista estricto y originalista (en oposición a los conservadores), al tiempo que permiten una Constitución viva (aunque uno con una adaptación mucho más lenta de lo que a muchos liberales les gustaría). Dependiendo de las preferencias particulares del minimalista, es probable que un minimalista en la corte refuerce o reduzca muy lentamente los precedentes de aborto en lugar de proclamar una prohibición duradera o la legalización del aborto a través de fallos constitucionales. 
La jurista Sandra Day O'Connor es a menudo aclamada por los minimalistas como su jurista ideal. En una opinión concurrente en el caso de la Corte Suprema de los Estados Unidos de 2011, NASA v. Nelson, el juez asociado Antonin Scalia se burló del minimalismo como una "disposición de nunca decir [que] hace daño por varias razones". El juez asociado Samuel Alito, escribiendo para la mayoría, defendió el enfoque minimalista de la Corte al elegir "decidir el caso ante nosotros y dejar asuntos más amplios para otro día". 
Se ha dicho que el Presidente del Corte Suprema de los Estados Unidos, John G. Roberts, opera bajo un enfoque de minimalismo judicial en sus decisiones, habiendo declarado: "si no es necesario decidir más sobre un caso, entonces, en mi opinión, es necesario no decidir más a un caso".

## Resumen y denuncias contra el "extremismo judicial"
En gran parte asociado con Cass R. Sunstein, es un punto de vista que critica la postura más conservadora del originalismo como activismo judicial disfrazado. Los minimalistas creen que una aplicación fiel de la teoría originalista daría como resultado un sistema de derecho constitucional en el que las normas sociales modernas serían ignoradas, a favor de las opiniones ahora anticuadas de los Padres Fundadores, que probablemente incluyan sus puntos de vista sobre la igualdad de género, el racismo, y otras cosas, que la sociedad moderna encontraría objetables. Los minimalistas afirman que los conservadores que se suscriben al originalismo probablemente ignoren los precedentes donde sea conveniente para fines políticos conservadores. Los minimalistas también critican el activismo judicial liberal tradicional como demasiado extenso e ignorante de los precedentes cuando es conveniente para los objetivos políticos liberales. 